# Futebol Clube Paços de Ferreira 2011-2012
Questa voce raccoglie le informazioni riguardanti il Paços de Ferreira nelle competizioni ufficiali della stagione 2011-2012.

## Stagione
Nella stagione 2011-2012 il Paços de Ferreira ha partecipato alla prima divisione del calcio portoghese terminando decima.
In Coppa del Portogallo è stato eliminato ai sedicesimi di finale, mentre nella Coppa di Lega portoghese si è fermato al terzo turno.

## Divise
| Casa Maglia | Portiere Maglia |

## Rosa
| N. |                          | Ruolo | Calciatore     |
| -- | ------------------------ | ----- | -------------- |
| 1  | Brasile (bandiera)       | P     | Cássio         |
| 2  | Brasile (bandiera)       | D     | Ozéia          |
| 5  | Paraguay (bandiera)      | D     | Javier Cohene  |
| 6  | Portogallo (bandiera)    | C     | Vítor          |
| 7  | Brasile (bandiera)       | C     | Josué          |
| 8  | Portogallo (bandiera)    | C     | Pedrinha       |
| 9  | Guinea-Bissau (bandiera) | A     | Cícero         |
| 11 | Brasile (bandiera)       | A     | Leandrinho     |
| 14 | Portogallo (bandiera)    | D     | Jorginho       |
| 15 | Brasile (bandiera)       | D     | Wanderson      |
| 16 | Brasile (bandiera)       | C     | Leonel Olímpio |
| 17 | Francia (bandiera)       | D     | Kelly Berville |
| 18 | Venezuela (bandiera)     | A     | Mario Rondón   |
| 19 | Portogallo (bandiera)    | D     | Ricardo        |
| 20 | Portogallo (bandiera)    | A     | Romeu          |
| 21 | Irlanda (bandiera)       | A     | Pádraig Amond  |

| N. |                        | Ruolo | Calciatore        |
| -- | ---------------------- | ----- | ----------------- |
| 22 | El Salvador (bandiera) | C     | Arturo Álvarez    |
| 23 | Portogallo (bandiera)  | A     | Diogo Brandão     |
| 25 | Paraguay (bandiera)    | A     | Lorenzo Melgarejo |
| 26 | Portogallo (bandiera)  | D     | Vitorino Antunes  |
| 27 | Portogallo (bandiera)  | C     | Cristelo          |
| 29 | Brasile (bandiera)     | A     | Roncatto          |
| 33 | Portogallo (bandiera)  | D     | Celso             |
| 37 | Portogallo (bandiera)  | A     | Carlitos          |
| 45 | Perù (bandiera)        | C     | Paolo Hurtado     |
| 66 | Portogallo (bandiera)  | C     | Marco             |
| 77 | Portogallo (bandiera)  | A     | Coelho            |
| 80 | Portogallo (bandiera)  | C     | João Gouveia      |
| 81 | Portogallo (bandiera)  | C     | Manuel José       |
| 84 | Portogallo (bandiera)  | P     | Júlio Coelho      |
| 96 | Portogallo (bandiera)  | C     | Filipe Anunciação |